# 巨濤海洋石油服務
巨濤海洋石油服務有限公司，簡稱巨濤海洋石油服務（英語：Jutal Offshore Oil Services Limited，港交所：3303），於1995年，由主席王立山創立「深圳巨濤機械設備有限公司」，1996年，在香港設立「巨濤工程有限公司」。
總裁為曹雲生。總部位於中國深圳市南山區蛇口赤灣石油大廈10樓（郵編 ：518068）。
業務在中國內地經營海洋油气和船舶建造。
該股份在2006年9月21日於港交所主板上市。招股價為1.5港元，全球發行為1億股，集資額為1.5億港元。

## 連結
- jutal.com （页面存档备份，存于）